# Lego 2K Drive
Lego 2K Drive is een op Lego gebaseerd karrenracespel, ontwikkeld door Visual Concepts Austin en uitgegeven door 2K. Het werd op 19 mei 2023 uitgebracht voor Nintendo Switch, PlayStation 4, PlayStation 5, Windows, Xbox One en Xbox Series X/S. De game kreeg gemengde recensies van critici, die de gameplay prezen en tegelijkertijd kritiek hadden op het live-servicekarakter van de titel.

## Gameplay
Lego 2K Drive is een racespel dat gespeeld wordt vanuit het perspectief van een derde persoon. De game speelt zich af in Bricklandia, dat bestaat uit een aantal regio's die spelers vrij kunnen verkennen. De game bevat vernietigbare omgevingen, zoals gebruikelijk bij Lego-games. Naast het voltooien van het verhaal, kunnen spelers verschillende minigames en uitdagingen in de gamewereld voltooien. In het spel kunnen spelers hun voertuigen creëren met 1.000 unieke LEGO-stukken, maar er zijn ook meer conventionele opties beschikbaar, zoals die van Lego City en Lego Creator. Voertuigen kunnen ook transformeren, vergelijkbaar met Sonic & All-Stars Racing Transformed. Een voertuig op het land kan bijvoorbeeld in een boot veranderen als het in het water wordt gereden. De game bevat ook zowel coöperatieve als competitieve multiplayermodi, split-screen voor twee spelers en online spelen voor zes spelers.

## Ontwikkeling
Terwijl TT Games de meeste Lego-games ontwikkelde, werd Lego 2K Drive ontwikkeld door Visual Concept Austin, dat vooral bekend staat om de ontwikkeling van de NBA 2K- serie en de WWE 2K- serie. Leden van het team hadden ervaring met racegames als Hydro Thunder en San Francisco Rush. De titel is de eerste Lego -racegame sinds de Lego Speed Champions DLC voor Forza Horizon 4 in 2019. Lego 2K Drive markeerde het begin van een multi-game deal tussen The Lego Group en 2K. De ontwikkeling van het spel duurde ongeveer vijf jaar. Volgens het team was de game bedoeld als een informele en laagdrempelige ervaring. Creatief directeur Brian Silva voegde eraan toe dat 2K Drive is ontworpen om meer te zijn dan alleen een ‘racespel’, omdat het spelers aanmoedigt om hun voertuigen te bouwen, de wereld van het spel te verkennen en verschillende nevenactiviteiten te voltooien.

## Uitgave
De game, aangekondigd in maart 2023, werd op 19 mei 2023 uitgebracht voor Nintendo Switch, PlayStation 4, PlayStation 5, Windows, Xbox One en Xbox Series X en S. Visual Concepts was van plan om de game bij de lancering te ondersteunen met extra downloadbare content. De game wordt verkocht in drie edities: een standaardeditie, een Awesome Edition en een Awesome Rivals Edition. De laatste twee edities bevatten extra premium-inhoud en werden drie dagen vóór de releasedatum van de game uitgebracht. De Nintendo Switch-versie van de game heeft geen echte fysieke release gezien, waarbij alle digitale exemplaren online of als downloadcode in een fysieke Switch-gamecase worden verkocht, maar ondersteunt geen crossplay en het delen van portemonnees.

### Downloadbare inhoud
Aangekondigd in juni 2023 onthulde 2K Games een downloadbaar contentpakket, Drive Pass Seizoen 1 werd uitgebracht op 28 juni 2023. Het voegt de Dodge Charger R/T uit 1970 en de Nissan Skyline GT-R toe als speelbaar. Het bestaat uit Bricklandia's Fast Crew, de zussen Rita en Lita Malachi, piloot Doug en vaste techneut Ronnie (ook bekend als CoNfL8t).

## Receptie
Lego 2K Drive kreeg volgens recensie-aggregator Metacritic "gemengde of gemiddelde recensies". De game werd genomineerd voor Racing Game of the Year tijdens de 27e jaarlijkse DICE Awards, en stond op de longlist voor Family en Multiplayer tijdens de 20e British Academy Games Awards.
IGN genoot van de in-game cursussen en schreef: "Het baanontwerp is over het algemeen ook sterk, met veel technische segmenten, gevaren voor het milieu en lonende snelkoppelingen". GamesRadar + was van mening dat de rubberen banden van de game ervoor zorgden dat vroege races kunstmatig aanvoelden: "Hoe goed je ook rijdt, de leider (en misschien nog een auto of twee) zal altijd uit het zicht verdwijnen en met nog een ronde te gaan weer verschijnen". Terwijl hij kritiek had op de live-servicecomponent van de titel, prees Rock Paper Shotgun de gepolijste beelden: "Alles, van de klikken en klikken van het menu tot de glans van de plastic behuizing van een personage, suggereert een niveau van zorg waar de Denen blij mee zouden zijn".
Kotaku vond de manier waarop de game automatisch tussen voertuigen wisselt leuk: "In plaats daarvan wisselt de game, terwijl je rond racet, automatisch tussen je auto, boot of offroad-rit naar keuze. Dit stroomlijnt wat een vervelend onderdeel had kunnen zijn van 2K Drive, en betekent ook dat je de hele met Lego gevulde wereld van Bricklandia kunt verkennen zoals je wilt". Game Informer was van mening dat het schrijven in feite andere racetitels parodieerde en zei: "Het constante spervuur van dialogen van Lego 2K Drive deed me de hele tijd giechelen".